# اعترافات اجباری (فیلم مستند)
اعترافات اجباری نام یک فیلم مستند ۵۸ دقیقه‌ای است که توسط روزنامه‌نگار و فیلمساز ایرانی-کانادایی مازیار بهاری در سال ۲۰۱۲ میلادی ساخته شده است. موضوع اصلی در این مستند دربارهٔ اتهام جاسوسی به حاضران در همکاری‌های علمی بین‌المللی و اخذ اعتراف اجباری تحت فشار و شکنجه روحی و جسمی بعد از انقلاب ۱۳۵۷ ایران است. این مستند نخستین بار در جشنواره بین‌المللی فیلم مستند آمستردام به نمایش درآمد و سپس نسخه کوتاه‌تر آن از تلویزیون فارسی بی‌بی‌سی پخش شد.